# François Desquesnes
François Desquesnes, né le 3 mai 1971 à Ath, est un homme politique belge wallon, membre des Engagés. 
En juillet 2024, il est nommé Vice-président du Gouvernement de Wallonie, ministre de l'Aménagement du territoire, des Zones d'activité économique, des Travaux publics, de la Mobilité, de la Sécurité routière et des Pouvoirs locaux.

## Biographie
Il est licencié en droit (UCL) et spécialisé en droit public (ULB); juriste et fonctionnaire.
Après ses années de Collège à Soignies, il devient étudiant à Namur, puis à Louvain-la-Neuve où il obtient une licence en droit, qu’il complète ensuite par une spécialisation en droit public à l’ULB. 
Jeune collaborateur politique du groupe CDH, alors PSC, au Parlement Wallon, il passe un concours de recrutement de juristes à la Région Wallonne. Il termine premier et choisit de rejoindre le Département wallon du Tourisme en 1998.
En 2004, Benoît Lutgen devient le nouveau Ministre du tourisme et lui demande de rejoindre son équipe. Les projets et les défis se succèdent : relance du projet touristique des Lacs de l’Eau d’Heure, labellisation des attractions touristiques, accueil du Musée Hergé à Louvain-la-Neuve, mobilisation de fonds européens pour les grands projets (Hôpital-Notre-Dame à la Rose de Lessines…). En 2008, Benoît Lutgen lui propose de devenir son chef de Cabinet adjoint pour l’Agriculture. En 2009, il devient son chef de cabinet, un poste qu’il continuera d’occuper au cdH lorsque Benoît Lutgen devient président du parti centriste en 2011. 
Élu député wallon aux élections régionales de 2014, il est réélu aux élections de mai 2019 et désigné chef de groupe cdH au Parlement wallon. Il est de nouveau élu au parlement wallon à la suite des élections régionales de 2024. Lors de la formation du gouvernement, il devient, le 14 juillet 2024, Vice-ministre-président de la Région wallonne, ministre de l'Aménagement du territoire, des Zones d'activité économique, des Travaux publics, de la Mobilité, de la Sécurité routière et des Pouvoirs locaux.

## Décoration
- Chevalier de l'ordre de Léopold (2024)[3].